# Битва при Гейлигерлее (1568)
Битва при Гейлигерлее (нидерл. Slag bij Heiligerlee) — первое сражение Восьмидесятилетней войны, состоявшееся 23 мая 1568 года в Гейлигерлее в провинции Гронинген.
Отряды голландских повстанцев во главе с Адольфом Оранским на территории контролируемой Испанией Фрисландии напали на отряд штатгальтера Жана де Линя (прародителя герцогов Аренбергов).
Гёзы укрепились на лесистых высотах около монастыря Св. Льва. Их фронт прикрывало болото, пересечённое узкой дамбой. Испанская пехота двинулась по ней в атаку, но была отбита, а граф Аренберг, возглавивший конную атаку в надежде выправить положение, получил смертельное ранение. Видя это, испанцы дрогнули и обратились в бегство, потеряв 1600 человек.
После битвы Людвиг Нассауский не смог взять город Гронинген, и два месяца спустя его армия, усиленная до 10 000 человек, потерпела поражение от сил под командованием Фернандо Альвареса де Толедо, третьего герцога Альба, в бою при Йемгуме.